# Valenardat
Marta Molina Carda (Borriana, 2005), més coneguda amb el pseudònim de Valenardat, és una humorista i creadora de contingut valenciana coneguda a les xarxes socials pels seus vídeos d'humor, sinceritat i sense cap tipus de transparències on conta fets de la vida quotidiana. Valenardat explica al seu públic la seua experiència havent passat un trastorn de comportament alimentari, d'haver viscut els anys d'estudis sota la pressió del bullying i d'haver sigut operada a 2021 d'un tumor cerebral. Reivindica principalment polítiques com el Black Lives Matter, la lluita LGTBI i els Drets Lingüístics.
El 19 de maig de 2021 va ser premiada en un concurs de tiktoks en valencià a Tavernes de la Valldigna. El 18 de maig de 2023, el Grup d'Estudi de Llengües Amenaçades (GELA) de la Universitat de Barcelona, la Xarxa Vives d'Universitats i Òmnium Cultural van premiar-la pels seus continguts audiovisuals en valencià en la convocatòria del III Premi a la creació de continguts audiovisuals en català, aranès i llengua de signes catalana (LSC) a les xarxes.
Valenardat forma part de la plataforma Poblet.info, va ser nomenada «categoria millor creadora de contingut de l'any» als premis Tresdeu i ha col·laborat amb artistes com Subliminal Marc, Imredmoon, La Fúmiga, el programa Podríem fer-ho millor d'À Punt, Emvull, el Mood, l'Squad, etc.
També té un podcast a Spotify i YouTube, on tracta molts tipus d'experiències personals, que plataformes com clapclap, podcatscat o audiopuntcat han agregat al seu contingut.